# Ванноччо Бірінгуччо
Ванно́ччо Бірінгу́ччо (італ. Vannoccio Biringuccio; *20 жовтня 1480 — †30 квітня 1539) — італійський інженер і вчений. Довгий час вивчав алхімію, металургію гірничозаводську і ливарну справу справу в Італії, Чехії, Австрії.

## Життєпис
Бірінгуччо народився в Сієні як син Паоло Бірінгуччо, імовірно архітектора, та Лукреції ді Бартоломмео Бірінгуччо. Хрестився 20 жовтня 1480 року.
Він був послідовником Пандольфо Петруччі — тирана Сієнської республіки і очільника могутньої родини Петруччі. Пандольфо працевлаштував його як металурга. Коли Пандольфо помер, Бірінгуччо залишився прив'язаним до сім'ї Петруччі, працевлаштований сином Пандольфо Боргезе Петруччі. Однак повстання 1515 року змусило Боргезе втекти з Сієни, взявши Бірінгуччо з собою. Бірінгуччо подорожував Італією та відвідав Сицилію в 1517 році.
У 1523 році Папа Климент VII спричинив відновлення родини Петруччі, і разом з ними Бірінгуччо зміг повернутися із заслання. У 1524 році він отримав монополію на виробництво селітри по всій Сієні. Однак це було недовго — у 1526 році жителі Сієни підняли повстання і знову вигнали сім'ю Петруччі. Сім'я зробила спробу (за допомогою Бірінгуччо) силою повернути Сієну, але це не вдалося.
Будучи відомим всій Європі майстром-ливарником, займався виготовленням військової техніки у Флорентійській республіці. Тут у 1529 р. Бірінгуччо відлив одну з найбільших для того часу гармат вагою понад 6 т і довжиною 6,7 м.
У 1530 році Сієна вступила в більш мирну фазу, і Бірінгуччо повернувся. У січні та лютому 1531 року він був сенатором міста, брав участь у різних проектах.
У 1536 році церква запропонувала йому роботу в Римі, а в 1538 році він став главою папського ливарного заводу та директором боєприпасів.
Його точне місце та дата смерті невідомі; відомо лише те, що в документі від 1539 року згадується його смерть.

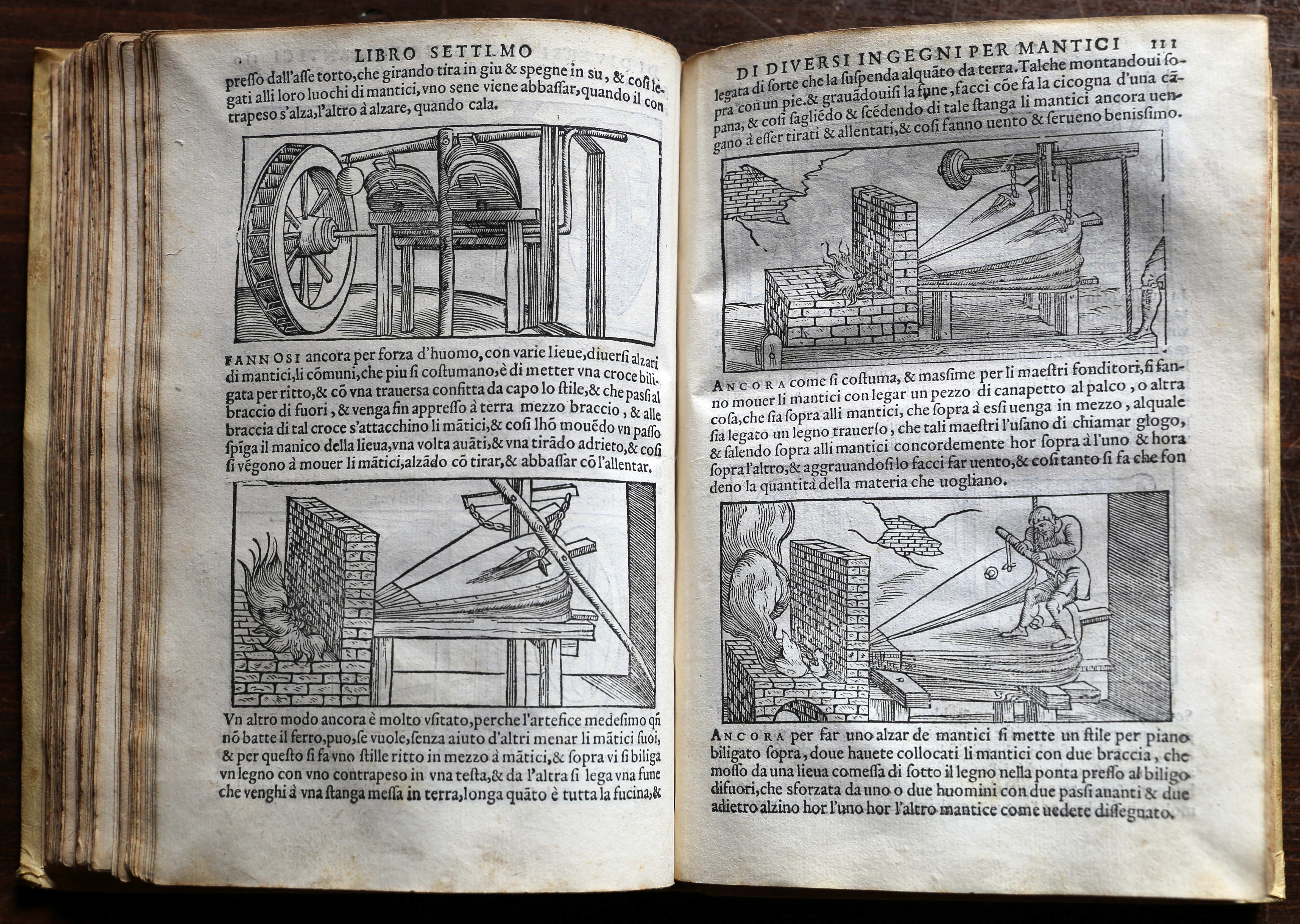
Pirotechnia

### Творча біографія
В 1540 у Венеції була опублікована його десятитомна праця «Піротехнія», присвячена гірничорудній справі, металургії, гончарному виробництву й іншим питанням технології, яка була для того часу технічною енциклопедією.
Зберігся відгук засновника гірничо-металургійної науки Георгіуса Агріколи на «Піротехнію». Високо оцінюючи обізнаність автора та красномовство викладу, Агрікола зокрема відзначав, що його книги й праця Бірінгуччо за змістом немов би доповнюють одна одну, оскільки багато технологічних питань «Піротехнія» порушує лише частково.

## Праці
- De la pirotechnia 1540